# Luis Garicano
Luis Garicano Gabilondo, né en 1967 à Valladolid, est un économiste, professeur d’économie et de stratégie au IE Business School et un homme politique espagnol, membre de Ciudadanos, vice-président du Parti de l'Alliance des libéraux et des démocrates pour l'Europe. Il est député européen du 2 juillet 2019 au 1er septembre 2022.